# Torodera minor
Torodera minor es una especie de insecto coleóptero de la familia Chrysomelidae.
Fue descrita científicamente en 1998 por Doeberl.